# Eurybate

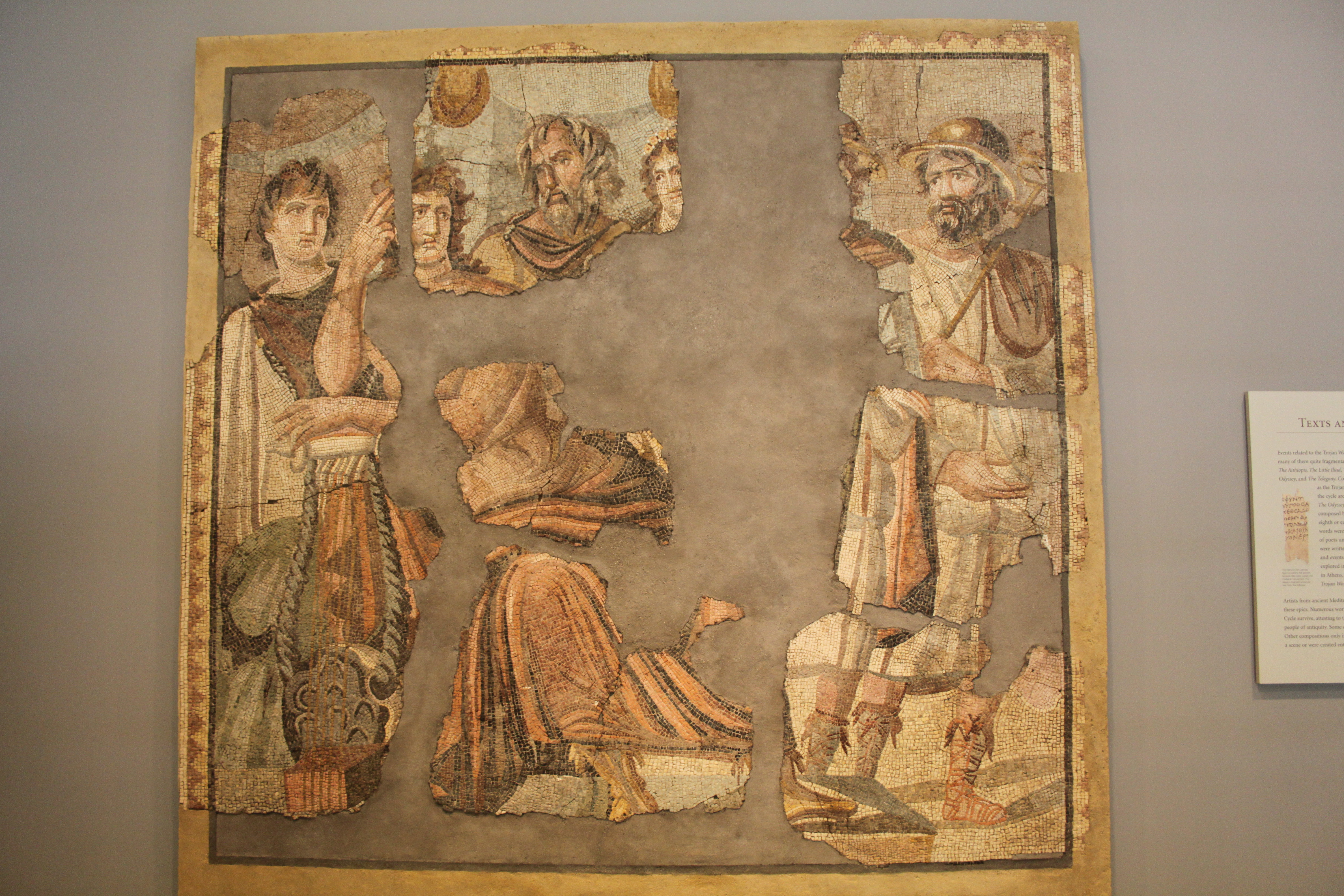
Mosaïque romaine représentant l'enlèvement de Briséis. Eurybate apparait tout à droite de la scène. Ie ou IIe sciècle après J-C.

Eurybate (en grec ancien Εὐρυβάτης) est le nom d'un ou plusieurs hérauts mentionnés dans les épopées homériques. On a parfois des difficultés à déterminer quels passages mentionnent une même personne.
- Eurybate est un héraut qui, au chant I de l’Iliade, est envoyé par le roi Agamemnon en même temps que Talthybios pour prendre Briséis à Achille[1].
- Eurybate d'Ithaque est un serviteur et héraut d'Ulysse. Dans l’Iliade, il est mentionné sous ce nom d'Eurybate d'Ithaque au chant II[2]. Dans l’Odyssée, Ulysse le mentionne lorsque, de retour à Ithaque et déguisé en mendiant, il converse avec Pénélope en se faisant passer pour quelqu'un qui a bien connu Ulysse. Il décrit Eurybate comme ayant les épaules rondes, la peau noire et les cheveux frisés, et il indique qu'Ulysse écoutait ses conseils mieux que ceux d'aucun autre de ses compagnons en raison de son honnêteté et de sa fidélité[3].

Un héraut appelé Eurybate (sans autre précision) apparaît dans l’Iliade au chant IX comme l'un des membres de l'ambassade envoyée par Agamemnon à Achille pour résoudre leur conflit. Mais le contexte et l'absence de précision ne permettent pas de déterminer facilement si cet Eurybate appartient à la suite d'Agamemnon ou à celle d'Ulysse.

## Postérité
L'astéroïde troyen jovien (3548) Eurybate a été nommé d'après ce ou ces personnages.